# Jüdischer Friedhof (Prudnik)

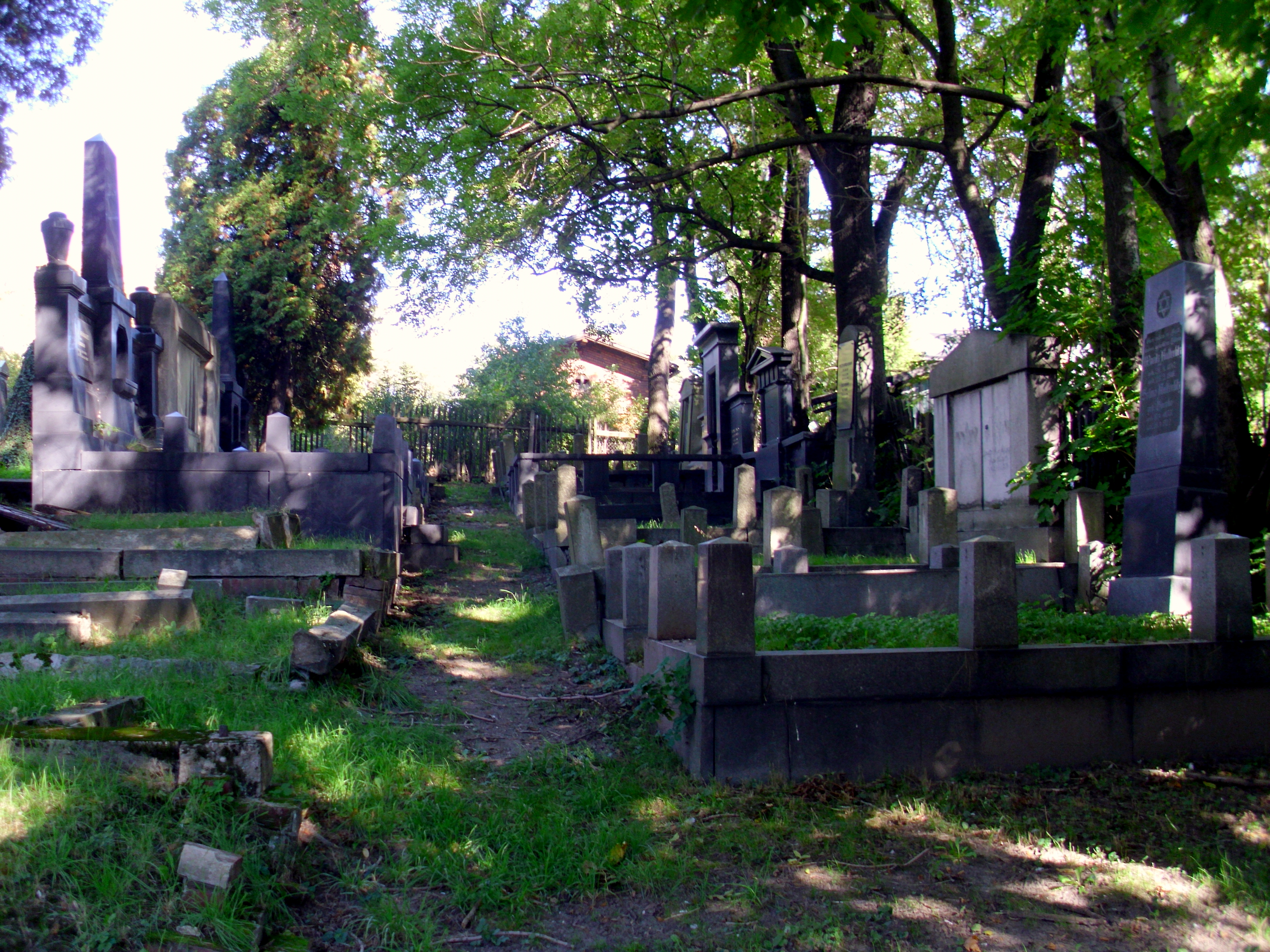
Ansicht des Friedhofs

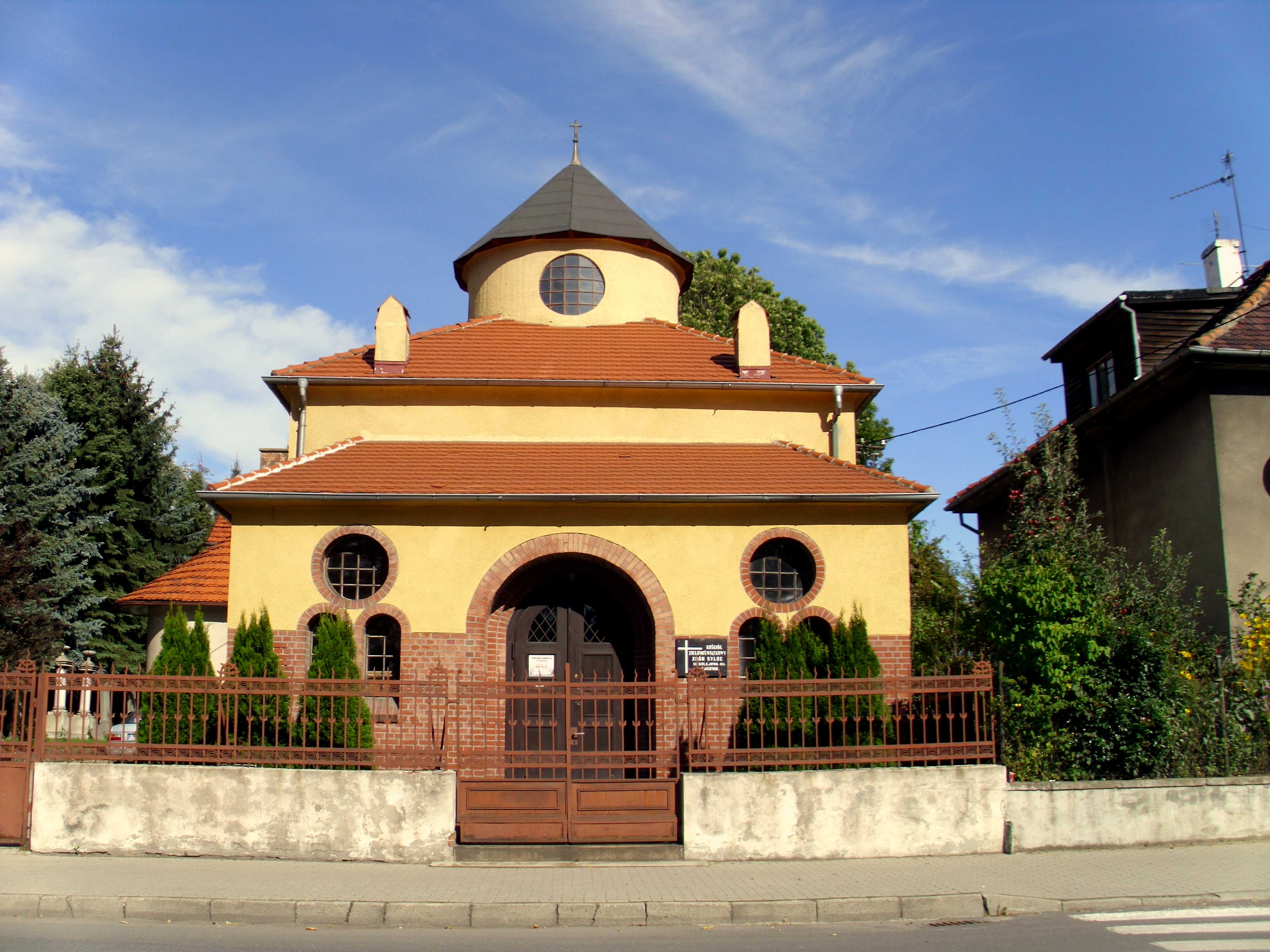
Trauerhalle

Der Jüdische Friedhof in Neustadt/Oberschlesien (polnisch Prudnik), der Kreisstadt des Powiat Prudnicki in der Woiwodschaft Oppeln in Polen, wurde um 1860 errichtet. Der jüdische Friedhof ist ein geschütztes Kulturdenkmal.

## Geschichte
Auf dem Friedhof sind heute noch etwa 140 Grabsteine erhalten, darunter Familiengruften der Fabrikbesitzer Fränkel und Pinkus. Auf dem Friedhof befindet sich auch ein Denkmal für die ermordeten jüdischen Häftlinge des KZ Auschwitz-Birkenau, die im Januar 1945 bei der Evakuierung des Lagers umgekommen waren.
Die ehemalige Trauerhalle, ein synagogenähnliches Gebäude, wird heute von den Pfingstlern als Gottesdienstraum genutzt.